# Consejo Estatal de la Pequeña y la Mediana Empresa
El Consejo Estatal de la Pequeña y la Mediana Empresa es el órgano colegiado consultivo, asesor y de colaboración en España en las materias que afectan a las pequeñas y las medianas empresas (pymes) para favorecer y facilitar su creación, crecimiento y desarrollo de ventajas competitivas. Se encuentra adscrito al Ministerio de Industria.

## Historia
El Consejo Estatal de la PYME tiene su origen en el Real Decreto 1873/1997, de 12 de diciembre, que creó el Observatorio de la Pequeña y Mediana Empresa. En origen solo formaban parte de este órgano consultivo la Administración General del Estado, las comunidades autónomas, las organizaciones empresariales más representativas y media docena de expertos en el ámbito de las pymes. Reformar posteriores fueron incluyendo a representantes de la Administración Local (Real Decreto 2659/1998) y a representantes de los sindicatos más representativos (Real Decreto 943/2005). Años después, por Real Decreto 962/2013, de 5 de diciembre, el mencionado Observatorio se transformó en el actual Consejo Estatal de la PYME.
Por Real Decreto 439/2024, de 30 de abril, se creó, integrado en el Consejo Estatal, el Observatorio Estatal de la Morosidad Privada, con la tarea de realizar el seguimiento de la evolución de los datos de pago y la promoción de buenas prácticas en este ámbito.

## Funciones
Establecidas en el Real Decreto 962/2013, de 5 de diciembre, son funciones de este Consejo Estatal:
1. Realizar el seguimiento de la evolución, problemas y políticas que afectan a las pequeñas y las medianas empresas para formular, en su caso, recomendaciones y propuestas sobre las prioridades, mecanismos, actuaciones y cambios regulatorios que sean necesarios para incrementar la actividad y competitividad sostenibles de las pequeñas y las medianas empresas, así como la creación de empresas en España. Para ello, el Consejo analizará la información existente, elaborará informes, y en su caso, promoverá la realización de nuevos estudios que permitan conocer en profundidad la realidad de empresas utilizando, siempre que sea posible, datos desagregados por sexo que permitan conocer la situación de mujeres emprendedoras.
2. Informar con carácter previo el Plan plurianual de apoyo a la PYME.
3. Formular recomendaciones para la coordinación de los distintos programas de apoyo a la PYME, llevados a cabo por los distintos organismos competentes, así como armonizar criterios de prestación de servicios y de apoyo a la PYME.
4. A través de informes y estudios,realizar un seguimiento y una evaluación de la aplicación en España de la «Small Business Act for Europe» (Ley europea de la Pequeña Empresa) que permita conocer la evolución, entre otras, de las políticas dirigidas a facilitar el acceso de las pequeñas y las medianas empresas a la financiación, a la internacionalización, a la innovación, a la contratación pública, a las tecnologías de la información y la comunicación, así como a la reducción de las cargas administrativas que les afectan.
5. Analizar las prácticas europeas e internacionales de apoyo a la pequeña y la mediana empresa y su transferibilidad a España, difundir y efectuar el seguimiento de su implantación, así como orientar a los poderes públicos sobre cómo pueden aplicar el marco jurídico comunitario de manera que se facilite una mayor actividad para las pequeñas y las medianas empresas, realizando si cabe informes divulgativos específicos que ayuden al cambio en la mentalidad de los poderes públicos.
6. Contribuir a la valoración, reconocimiento y desarrollo de la función empresarial ante los medios de comunicación, en el entorno educativo y en la sociedad en general, considerando la conciliación de la vida privada, familiar y laboral.
7. Informar acerca de los proyectos normativos que le someta su presidente.

## Composición
La presidencia del Consejo Estatal es ejercida por el titular del Departamento con competencias en pymes, actualmente el Ministerio de Industria y Turismo. El Consejo Estatal cuenta con dos vicepresidencias, la primera ostentada por el titular del Ministerio de Economía y la segunda por el titular del Ministerio de Hacienda.
Además de estos, el Consejo tiene 58 vocales, que se reparten como sigue:
- Dieciocho en representación de los departamentos ministeriales.
- Siete en representación de organismos estatales de ámbito industrial, estadístico, tecnológico y financiero.
- Diecinueve en representación de las comunidades autónomas y las ciudades de Ceuta y Melilla.
- Cinco en representación de las asociaciones empresariales más representativas en el ámbito de las pymes.
- Una en representación de asociaciones empresariales más representativas de ámbito autonómico o intersectorial.
- Cuatro en representación de las organizaciones sindicales más representativas a nivel estatal.
- Un vocal en representación de las confederaciones empresariales de economía social con mayor implantación en el ámbito estatal.
- Dos en representación de asociaciones u otras organizaciones especializadas en el ámbito de la morosidad más representativas.
- Un vocal en representación de la Cámara de Comercio de España.